# 金融自由化
金融自由化（きんゆうじゆうか）とは金融業において、金利、業務分野、金融商品、店舗などの、それまで政府によって制限されていた事柄の制限が廃止されて自由になることをいう。
日本の金融システムでは長らく護送船団方式がとられており、このことによって制限されている事柄は多いものの、企業間の競争が回避できたり非効率な業務を行っている企業でも生き残ることが可能であるなど安定という形でのメリットが多かった。だが欧米で実施されている金融自由化の波が日本にも押し寄せてきて、日本でも1970年代より実施されてきている。金融自由化によって消費者にとっては金利などでより多くの利益を得られる可能性も増えたものの、元本さえ保証されないような商品を選択する可能性も高まってきているということから、消費者には一層の自己責任が求められるようになっている。